# Gratz (Kentucky)
Gratz es una ciudad ubicada en el condado de Owen en el estado estadounidense de Kentucky. En el Censo de 2010 tenía una población de 78 habitantes y una densidad poblacional de 86,05 personas por km².

## Geografía
Gratz se encuentra ubicada en las coordenadas 38°28′24″N 84°56′47″O / 38.47333, -84.94639. Según la Oficina del Censo de los Estados Unidos, Gratz tiene una superficie total de 0.91 km², de la cual 0.9 km² corresponden a tierra firme y (0.57%) 0.01 km² es agua.

## Demografía
Según el censo de 2010, había 78 personas residiendo en Gratz. La densidad de población era de 86,05 hab./km². De los 78 habitantes, Gratz estaba compuesto por el 100% blancos, el 0% eran afroamericanos, el 0% eran amerindios, el 0% eran asiáticos, el 0% eran isleños del Pacífico, el 0% eran de otras razas y el 0% pertenecían a dos o más razas. Del total de la población el 8.97% eran hispanos o latinos de cualquier raza.